# Космос-1941
Космос-1941 је један од преко 2400 совјетских вјештачких сателита лансираних у оквиру програма Космос.
Космос-1941 је лансиран са космодрома Тјуратам, Бајконур, СССР, 27. априла 1988. Ракета-носач Сојуз је поставила сателит у орбиту око планете Земље. Маса сателита при лансирању је износила 6300 килограма. Космос-1941 је био војни сателит за фотографску картографију.